# Batara cinerea
El batará gigante (en Argentina y Paraguay) o batará grande (Batara cinerea), es una especie de ave paseriforme de la familia Thamnophilidae, la única del género monotípico Batara. Es nativa del centro y este de América del Sur. 

## Distribución y hábitat
Se distribuye en dos áreas separadas, en los faldeos andinos y adyacencias del noroeste de Argentina, centro sur de Bolivia y oeste de Paraguay y en la Mata Atlántica del sureste y sur de Brasil y extremo noreste de Argentina. Aunque su población no ha sido cuantificada, se le considera poco común y estable, ante la falta de evidencias de tendencias de crecimiento o declive.
Habita en el sotobosque y estrato medio de bosques húmedos montanos hasta los 2500 m de altitud (en Bolivia), entre los 500 y 1500 m, localmente hasta los 2000 de altitud en la región sureste de Brasil.

## Descripción
Es la mayor de las especies de la familia Thamnophilidae, mide entre 30,5 y 35 cm de longitud y un peso de alrededor de los 150 g; la subespecie argentina es un poco menor, mide alrededor de 28 cm y pesa en promedio 110 g. Es una hormiguero espectacular, muy grande y de cola muy larga, con penacho y pico muy fuerte terminado en gancho. El macho tiene la corona negra; por arriba es negro con un vistoso barrado blanco, inclusive en las alas y la cola; por abajo es gris uniforme. La hembra tiene la frente castaña y el resto de la corona negra; por arriba es negra con un vistoso barrado ocráceo; por abajo es uniformemente parda. El pico es gris con punta negra, las patas son grises y el iris pardo.

## Comportamiento
A pesar de su gran tamaño, es difícil de ver, pues permanece casi siempre oculto en el denso sotobosque, raramente emergiendo. Vive en parejas, en general distantes unos de los otros y no tienen como costumbre unirse a bandadas mixtas.

### Alimentación
Aparte de hormigas y termitas, también preda grandes invertebrados, como lagartijas, anfibios y pequeños reptiles.

### Reproducción
La nidificación ocurre entre octubre y diciembre. Construye un nido oculto, elaborado, en matorrales, apoyado sobre plataformas de ramas y hojas, a baja y mediana altura. Tiene forma de tazón o estructura semiesférica abierta y es construido con tallos de hierbas, internamente forrado con fibras finas. Deposita 2 o 3 huevos, ovoidales, blanquecinos con manchas oscuras y rojizas en el polo mayor.

### Vocalización
Su canto sonoro se escucha desde lejos, pero tiene una calidad ventrílocua; consiste en una serie rápida de notas musicales, comenzando con un trinado «tri-di-di-di-di-diu!-diu!-diu!-diu!-diu!-diu!-diu!-diu!-diu!-chiu!». El llamado es parecido al de las Mackenziaena: un áspero y nasal «skiii».

## Sistemática

Batara cinerea, macho, ilustración para Voyage autour du monde sur lescorvettes de S. M. l'Uranie et la Physicienne, 1824-1839.

Batara cinerea, hembra, ilustración para Voyage autour du monde sur lescorvettes de S. M. l'Uranie et la Physicienne, 1824-1839.

### Descripción original
La especie B. cinerea fue descrita por primera vez por el naturalista francés Louis Pierre Vieillot en 1819 bajo el nombre científico Tamnophilus (sic) cinereus; localidad tipo «Río de Janeiro, Brasil».
El género Batara fue descrito por el naturalista francés René Primevère Lesson en 1831.

### Etimología
El nombre genérico «Batara» deriva del guaraní «batará» o «mbatará» que designa a varios tipos de aves negras y blancas; y el nombre de la especie «cinerea», del latín «cinereus»: de color ceniza.

### Taxonomía
Las poblaciones de Bolivia, oeste de Paraguay y noroeste de Argentina requieren más estudios; especímenes recientes colectados en la supuesta zona de distribución de la subespecie argentina (en tierras bajas del oriente boliviano) se aproximan de excubitor en su palidez, y las diferencias de plumaje entre ambas puede ser apenas clinal; adicionalmente, se podrían encontrar diferencias diagnosticables entre las poblaciones de tierras bajas y las de estribaciones montañosas.

### Subespecies
Según la clasificación del Congreso Ornitológico Internacional (IOC) (Versión 7.1, 2017) y Clements Checklist v.2016,  se reconocen 3 subespecies, con su correspondiente distribución geográfica:
- Batara cinerea excubitor Bond & Meyer de Schauensee, 1940 – centro de Bolivia (oeste de Santa Cruz).
- Batara cinerea argentina Shipton, 1918 – este de Bolivia (sur de Santa Cruz, Chuquisaca, Tarija), oeste de Paraguay (Boquerón, Presidente Hayes) y noroeste de Argentina (Jujuy, Salta, norte de Tucumán).
- Batara cinerea cinerea (Vieillot, 1819) – sureste de Brasil (sur de Espírito Santo y suroeste de São Paulo hacia el sur hasta Santa Catarina y norte de Río Grande do Sul) y noreste de Argentina (Misiones).